# MiMiよりマーケット
『MiMiよりマーケット』（ミミよりマーケット）は、仙台放送で放送されているインフォマーシャル番組である。
月曜から金曜の週5日間、毎日企業からの情報を紹介しているミニ番組。番組はステレオ放送を実施している。2008年7月19日からは、土曜版として『MiMiよりマーケットサタデー』も放送されている。

## 歴代MC
肩書が記されていない人物は、全員仙台放送のアナウンサー（後に離職した人物も含む）。
- 梅島三環子
- 木下瑠音
- 水上明子
- 出射由佳
- 佐藤亜樹
- 武石裕子（タレント）
- 山田基行（フリーアナウンサー）[1]
- 飯田菜奈[1][2]
- 中村かおり（タレント） - 2011年4月18日から出演中[3]。
- 土井原菜央（タレント）[3]
- 高谷恵倫

## テーマ曲
- 森高千里「あるOLの青春〜A子の場合〜」(森高コネクション)

## 放送時間
番組は、特別な事情がない限りは以下の時間帯に放送。このほか、本放送翌日の未明（番組表上では本放送当日の深夜）にも再放送される。

### MiMiよりマーケット
- 月曜 - 金曜 11:25 - 11:30（ - 2013年3月29日） - 東日本大震災発生直後の時期を除く。
- 月曜 - 金曜 11:20 - 11:25（2013年4月1日 - ）

### MiMiよりマーケットサタデー
- 土曜 16:55 - 17:00（2008年7月19日 - 2009年4月25日）
- 土曜 16:50 - 16:55（2009年5月2日 - 2009年9月26日） - 土曜17:25枠での放送になる場合あり。
- 土曜 17:25 - 17:30（2009年10月10日 - 2016年3月19日） - 東日本大震災発生直後の時期を除く。
- 土曜 11:45 - 11:50（2016年4月2日 - ）

## 東日本大震災による放送休止
東日本大震災の発生後、番組は一時放送を休止した。その後、以下のスケジュールでの不定期放送を経て、2011年7月4日に通常放送を再開した。
| 放送週            | 月                                                           | 火                                                           | 水                                                           | 木                                                           | 金                                                           | 土                                                           | 備考                                                                                                 |
| ----------------- | ------------------------------------------------------------ | ------------------------------------------------------------ | ------------------------------------------------------------ | ------------------------------------------------------------ | ------------------------------------------------------------ | ------------------------------------------------------------ | --- |
| 3月14日 - 4月16日 | この間、フジテレビ送り出しの各種特別番組・通常番組をネット。 | この間、フジテレビ送り出しの各種特別番組・通常番組をネット。 | この間、フジテレビ送り出しの各種特別番組・通常番組をネット。 | この間、フジテレビ送り出しの各種特別番組・通常番組をネット。 | この間、フジテレビ送り出しの各種特別番組・通常番組をネット。 | この間、フジテレビ送り出しの各種特別番組・通常番組をネット。 | この間、フジテレビ送り出しの各種特別番組・通常番組をネット。                                         |
| 4月18日 - 23日    | ◎                                                            | ○                                                            | ×                                                            | ×                                                            | ×                                                            | ×                                                            | ◎…震災後初となる平日版の放送。この間、仙台放送の番宣番組『JUNI BOX』をサタデーの代替番組として放送。 |
| 4月25日 - 30日    | ×                                                            | ×                                                            | ×                                                            | ○                                                            | ○                                                            | ×                                                            | この間、アニメ『くるねこ』をサタデーの代替番組として放送。                                           |
| 5月2日 - 7日      | ×                                                            | ×                                                            | ×                                                            | ○                                                            | ○                                                            | ×                                                            | この間、アニメ『くるねこ』をサタデーの代替番組として放送。                                           |
| 5月9日 - 14日     | ×                                                            | ×                                                            | ×                                                            | ×                                                            | ×                                                            | ×                                                            | この間、アニメ『くるねこ』をサタデーの代替番組として放送。                                           |
| 5月16日 - 21日    | ×                                                            | ×                                                            | ×                                                            | ○                                                            | ○                                                            | ◎                                                            | ◎…震災後初となるサタデーの放送。                                                                     |
| 5月23日 - 28日    | ×                                                            | ×                                                            | ×                                                            | ○                                                            | ○                                                            | ×                                                            | この間、企業経営者へのインタビュー番組『夢 ストリート』をサタデーの代替番組として放送。              |
| 5月30日 - 6月18日 | ×                                                            | ×                                                            | ×                                                            | ○                                                            | ○                                                            | ○                                                            | この間、木曜 - 土曜のみが定期放送となる。                                                            |
| 6月20日 - 7月2日  | ×                                                            | ×                                                            | ○                                                            | ○                                                            | ○                                                            | ○                                                            | この間、水曜 - 土曜のみが定期放送となる。                                                            |

平日版の休止期間中には、直前枠の番組『知りたがり!』の関東ローカルパート（11:25以降）が代替放送されていた。この間、通常時にはネットしない関東地方の天気予報も伝えられた。
サタデーの休止期間中には、上記一覧に挙げた番組が代替放送されていた。震災翌日の3月12日には、仙台放送が終日報道特別番組を放送していたことから代替番組の放送はなかった。
再放送は、本放送が不定期である間にも行われていた。